# Trabada (Grandas de Salime)
Trabada es una parroquia y una entidad de población española del municipio de Grandas de Salime, en la comunidad autónoma de Asturias.

## Geografía
La parroquia está situada a 18 kilómetros de la capital del concejo, Grandas.

## Historia
Hacia mediados del siglo XIX, la parroquia, ya por entonces perteneciente a Grandas de Salime, tenía contabilizada una población de 388 habitantes. Aparece descrita en el decimoquinto volumen del Diccionario geográfico-estadístico-histórico de España y sus posesiones de Ultramar de Pascual Madoz con las siguientes palabras:

TRABADA (Sta. Maria): felig. en la prov. y dióc. de Oviedo (22 leg.), part. jud. y ayunt. de Grandas de Salime (1 1/2): sit. al S. de unas montañas, é inmediaciones de un r. afluente del Navia; clima sano. Tiene 69 casas en el l. de su nombre y en los de Allongina, Arrabales, la Cova, Folgosa, Lladepereira, Peñafurada, Monteserin y Trascova. La igl. parr. (Ntra. Sra. de la Asuncion), de la que es aneja la de Sta. Maria Magdalena de Peñafuente, se halla servida por un cura de primer ascenso y patronato real. Tambien hay 19 ermitas propias del vecindario. Confina con los térm. de Sta. Eulalia de Oscos y Grandas de Salime. El terreno es montuoso y de mediana calidad: le bañan algunos arroyos que van á desaguar en el r. Augueira. prod.: centeno, maiz, patatas, castañas, nabos, lino, miel frutas y pastos; se cria ganado vacuno, de cerda, lanar y cabrío; pesca y caza de varias clases. pobl.: 69 vec., 388 almas. contr.: con su ayunt. (V.).
(Madoz, 1849, p. 125)

## Geografía humana

### Organización territorial
La parroquia está conformada por las siguientes entidades de población:
- La Coba (A Coba en gallego)
- Folgosa
- La Fornaza (A Fornaza)
- Llandepereira (Llandepireira)
- Monteserín Grande (Monteseirín Grande)
- Monteserín Pequeño (Monteseirín Pequeno)
- Trabada
- Mazo de Riodecabalos
- Molino de la Coba (Molín Da Coba)
- Valías de la Coba (Valías Da Coba)

### Demografía
En 2023, la entidad colectiva de población tenía empadronados 48 habitantes y la entidad singular de población, doce.

## Patrimonio
Su templo parroquial está dedicado a Nuestra Señora del Carmen y Santa María. Destaca retablo en su iglesia con escudo de la familia “Cuervo”.